# Malcolm Cazalon
Malcolm Cazalon (* 27. August 2001 in Roanne) ist ein französischer Basketballspieler.

## Leben
Cazalons Vater Laurent wurde 2007 französischer Basketballmeister.
Cazalon spielte im Jugendalter erst beim Verein Chorale de Roanne. 2016 wurde ihm nach den Aufnahmeprüfungen ein Platz im französischen Nachwuchsleistungszentrum INSEP zugewiesen, Cazalon entschied sich aber gegen diese Förderung und wechselte stattdessen in den Nachwuchs von ASVEL Lyon-Villeurbanne. Im Sommer 2018 verließ er ASVEL und schloss sich JL Bourg-en-Bresse an. In der Saison 2018/19 wurde Cazalon in 17 Spielen der ersten französischen Liga, Ligue Nationale de Basket, eingesetzt. Im Sommer 2019 wechselte der Franzose mittels Leihabkommen zum belgischen Erstligisten Leuven Bears. Dort kam Cazalon bei zehn Ligaeinsätzen auf einen Mittelwert von 6 Punkten je Begegnung. Sein letztes Spiel für Leuven bestritt er im Dezember 2019. Seinen Wechsel nach Belgien bezeichnete Cazalon später als „schlechte Entscheidung“ und kritisierte die Trainingsbedingungen in Leuven. Im März 2020 ging er zu KK Mega Basket nach Serbien.
Anfang Juli 2023 unterzeichnete der Franzose einen Zweiwegevertrag bei den Detroit Pistons aus der National Basketball Association (NBA). Er bestritt für Detroit ein Spiel in der NBA, ehe es im Februar 2024 zur Trennung kam. Für die Mannschaft Motor City Cruise kam er in der NBA G-League auf 14 Einsätze (9 Punkte je Begegnung). Nach seinem Weggang aus Detroit sicherten sich noch im selben Monat die Westchester Knicks (ebenfalls NBA G-League) die Rechte an Cazalon. Dort kam er auf zwei Einsätze.
Anfang Dezember 2024 wurde Cazalon von SIG Straßburg verpflichtet, um bei dem französischen Erstligisten einen verletzten Spieler zu ersetzen. Mitte Februar 2025 wechselte er zu Bilbao Basket in die spanische Liga ACB. Er gewann im April 2025 den FIBA Europe Cup, fehlte Bilbao im Finalrückspiel aber wegen einer Verletzung. In der Liga ACB bestritt der Franzose neun Spiele für Bilbao, in denen er im Durchschnitt 7,8 Punkte erzielte.
Im August 2025 unterzeichnete er einen Vertrag bei der türkischen Mannschaft Merkezefendi Belediyesi GSK.

### Nationalmannschaft
An der Seite von Killian Hayes und Théo Malédon wurde Cazalon 2018 U17-Vizeweltmeister und war bei diesem Turnier mit 16,4 Punkten je Begegnung bester Korbschütze der Franzosen.